# 평판 시스템
평판 시스템(reputation system)은 평판을 통해 신뢰를 구축하기 위해 사용자가 온라인 커뮤니티에서 서로를 평가할 수 있도록 하는 프로그램 또는 알고리즘이다. 이러한 시스템의 일반적인 용도는 이베이, 아마존닷컴, 엣시와 같은 전자 상거래 웹사이트는 물론 스택 익스체인지와 같은 온라인 조언 커뮤니티에서도 찾아볼 수 있다. 이러한 평판 시스템은 "인터넷 매개 서비스 제공에 대한 의사결정 지원"에 있어 중요한 추세를 나타낸다. 쇼핑, 조언, 기타 중요한 정보 교환을 위한 온라인 커뮤니티의 인기로 인해 평판 시스템은 온라인 경험에 있어서 매우 중요해지고 있다. 평판 시스템의 개념은 소비자가 제품이나 서비스를 실제로 사용해 볼 수 없거나 정보를 제공하는 사람을 볼 수 없더라도 추천 시스템에 의해 구축된 신뢰를 통해 교환 결과에 대해 확신을 가질 수 있다는 것이다.
추천 시스템에서 가장 일반적으로 사용되는 협업 필터링은 커뮤니티 구성원으로부터 평가를 수집한다는 점에서 평판 시스템과 관련이 있다. 평판 시스템과 협업 필터링의 핵심 차이점은 사용자 피드백을 사용하는 방식이다. 협업 필터링에서는 고객에게 제품을 추천하기 위해 사용자 간의 유사점을 찾는 것이 목표이다. 반면 평판 시스템의 역할은 온라인 커뮤니티 사용자 간의 신뢰를 구축하기 위해 집단적 의견을 모으는 것이다.

## 같이 보기
- 협업 필터링
- 일반인 기반 공동 생산방식
- 업
- 공유 경제
- 중국 사회 신용 제도
- 소셜 미디어 최적화